# Csepin
Csepin (középkori magyar nevén Csapa, horvátul: Čepin, németül: Tschepin) falu és község Horvátországban, Eszék-Baranya megyében. Közigazgatásilag a községhez Bekefalva (Beketinci), Csepin, Čepinski Martinci, Csokad (Čokadinci), Livana és Ovčara falvak tartoznak.

## Fekvése
Eszéktől légvonalban 8, közúton 12 km-re délnyugatra, Szlavónia keleti részén, a Szlavóniai-síkságon, az Eszékről Diakovárra menő út és az Eszék-Vrpolje vasútvonal mentén fekszik. Településrészei: Bara Vinogradska, Branjevina-Galovac, Dubrava Čepinska, Gušće Čepinsko, Ječmište, Kudeljara-Rit, Luščić Mala Branjevina, Mala Palača, Mali Pomoćin, Orašje Čepinsko, Orešković Marko, Ovčara Čepinska, Palača-Ciglana, Ugljara, Velika Branjevina, Velika Palača, Veliki Pomoćin és Vladislavci-Stanica.

## Története
Csepin és vidéke, amint azt a régészeti leletek is bizonyítják már az őskor óta lakott. Az újkőkori települések többsége a Dráva árterületén feküdt, maga Csepin pedig 92-94 méteres magasságban fekszik. Az egyik legkorábban felfedezett lelőhely a falu déli kijáratánál, a főúttól és Ovčarától nyugatra (Tursko groblje, vagy Rozingova pustara) található. Ezen a területen 1997 óta folynak a régészeti ásatások. A leletek többsége az újkőkori Sopot-kultúrához kapcsolható, de találhatók középkori épületek és temető maradványai is. Az itt talált pénzérmék tanúsága szerint a középkori falu a török hódítás során szűnt meg. További nagyobb újkőkori lelőhelyek a településtől északra fekvő „Bare”, az északnyugatra fekvő „Klenje” és a délre fekvő „Selište”. A későbbi őskori tárgyak nagyon ritkák. 1880-ban egy nagyon értékes bronzkori aranylemez került innét a budapesti Nemzeti Múzeumba. A római korból is számos olyan tárgyat találtak Csepin környékén, melyek mezőgazdasági területek központjában álló római villákról tanúskodnak. Ez a terület az ókorban ugyanis a római Mursa város közvetlen közelében helyezkedett el és a városi polgárok földjei részben a mai Csepin területén feküdtek. A térség lakossága is osztozott a város sorsában. A barbár betörések során többször is elpusztították.
A település első írásos említése 1258-ban „Kendchapa” alakban történt IV. Béla király adománylevelében, melyben a valkói várhoz tartozó Kas, Dombró és (Kend) Chapa nevű birtokokat a tatárjárás idején tett szolgálataikért a Kórógyi család őseinek, Keled fia Lászlónak, Fülöpnek és Gergelynek adja. Egy 1290-es oklevél „Chapa” néven említi és ezen a néven szerepel több oklevélben is a 14. és 15. században. A középkorban végig a Kórógyiak birtoka volt és Kórógy várához tartozott, melynek romjai ma is a település határában találhatók. 1392-ben említik piaci és szárazvámját. 1454-ben már városként („oppidum Chapa”) említik. Az 1469-es adóösszeírás szerint Csepin 23 adózó portával és 31 sessioval a kórógyi birtok legnagyobb faluja volt.

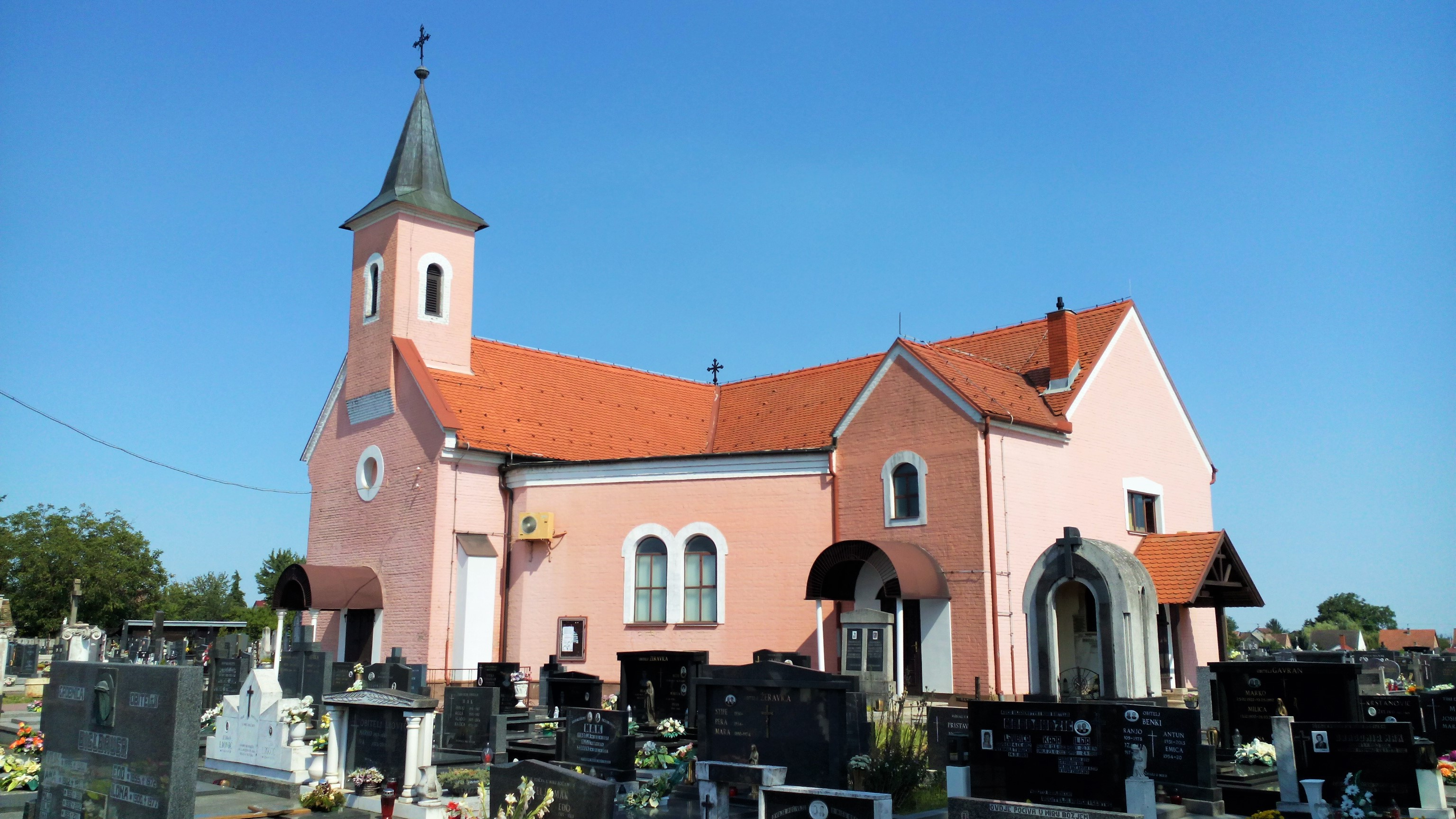
A Krisztus feltámadása plébániatemplom

A mohácsi csata után került török kézre és a Pozsegai szandzsák része lett. Lakói kálvinista magyarok voltak. A hosszan tartó felszabadító harcokban a 17. század végére elnéptelenedett. Első lakói 1700 körül települtek be. A Rákóczi-szabadságharc idején Dél-Magyarországról és a Drina mellékéről pravoszláv szerbek érkeztek. A település 1751-ig katonai igazgatás alatt állt, majd kamarai birtok volt. 1765-ben Mária Terézia szolgálataiért Adamovich Kapisztrán Jánosnak adományozta, 1770-től az Adamovichok a csepini nemesi előnevet használták. A báró képzett gazdálkodóként rögtön hozzálátott a környező mocsaras területek lecsapolásához. Csatornákat ásatott a Vuka, a Dráva és a Duna irányába, új növényi kultúrákat, lent, kendert és dohányt honosított meg és megteremtette a feltételeket új települések alapításához. A terület fejlesztését unokája Adamovich II. Kapisztrán János folytatta gépek, új növények bevezetésével, cukorgyár alapításával (az első gőzüzemű üzem volt Horvátországban), olajok, szeszes italok előállításával, gőzgépek bevezetésével, a földek folyamatos kiszárításával és új lakosok telepítésével. Az intenzív betelepülés hatására 1828-ban lakossága már 1572 volt.
Adamovich II. Kapisztrán János örökösei László és Béla, aki zeneszerzőként ismert 1883-ban adósságok miatt kezdték el eladni a birtokot. A század elején épített kastély egy részét Dragutin Mihajlovics vásárolta meg, a birtokok nagyobb része pedig a Reisner, a Kraus, a Schmidt és más családoké lett, akik az új birtokokon felépítették kúriájukat. Ezek a kisebb birtokok nagyrészt 1945-ig léteztek, míg 1918 után a földterület egy részét a mezőgazdasági reformmal osztották fel az új telepesek között. A településnek 1857-ben 2965, 1910-ben 4422 lakosa volt. Verőce vármegye Eszéki járásának része volt. Az 1910-es népszámlálás adatai szerint lakosságának 31%-a horvát, 28%-a szerb, 18%-a magyar, 15%-a német anyanyelvű volt. Az első világháború után 1918-ban az új szerb-horvát-szlovén állam, majd később (1929-ben) Jugoszlávia része lett. Csepinben már viszonylag korán 1941-ben befejeződött a település villamosítása. A falu 1991-től a független Horvátországhoz tartozik. 1991-ben lakosságának 80%-a horvát, 12%-a szerb, 3%-a jugoszláv nemzetiségű volt. 2011-ben a falunak 9500, a községnek összesen 11599 lakosa volt.

## Lakossága

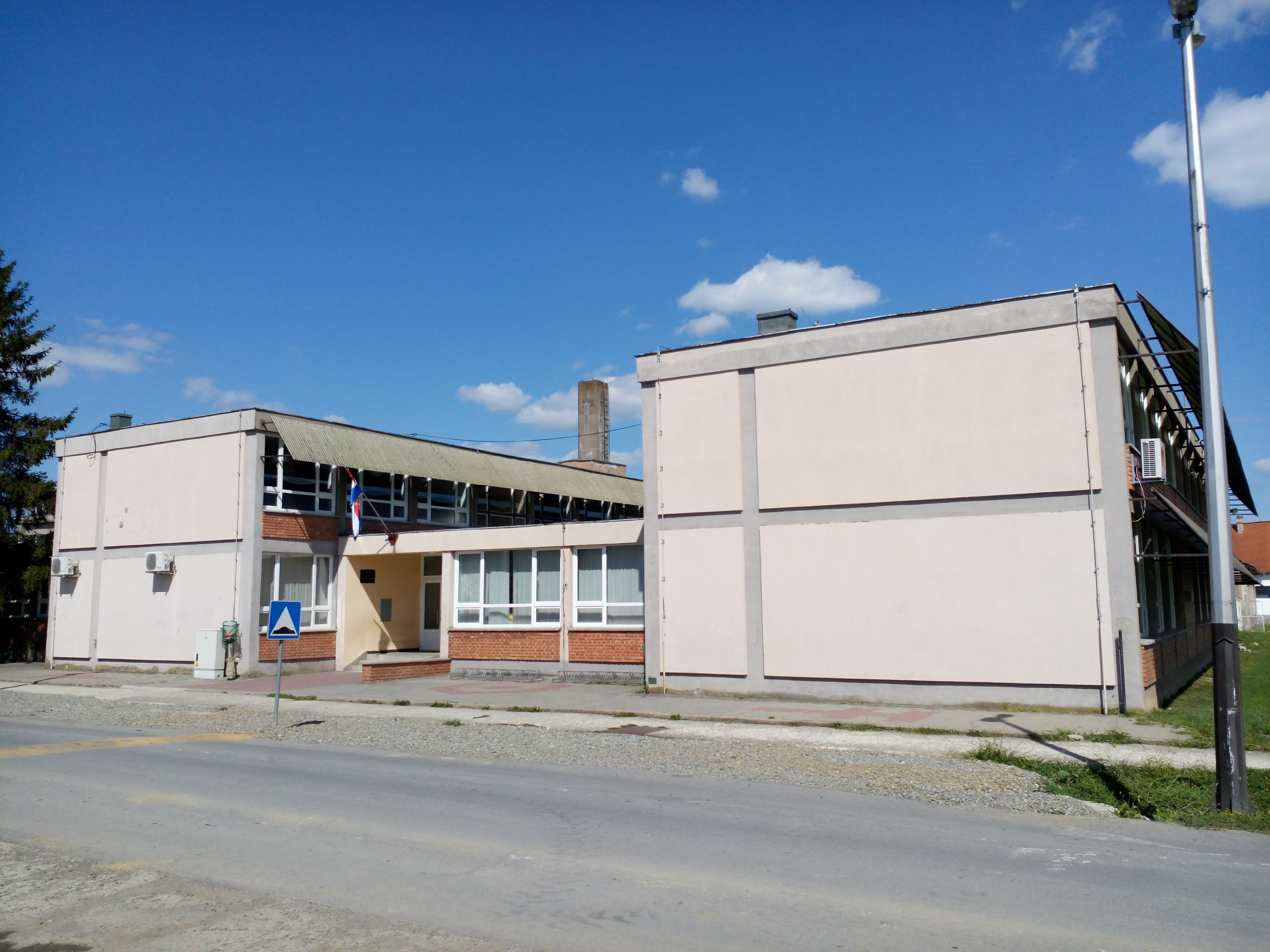
A Miroslav Krleža elemi iskola

| Lakosság változása | Lakosság változása | Lakosság változása | Lakosság változása | Lakosság változása | Lakosság változása | Lakosság változása | Lakosság változása | Lakosság változása | Lakosság változása | Lakosság változása | Lakosság változása | Lakosság változása | Lakosság változása | Lakosság változása | Lakosság változása |
| ------------------ | ------------------ | ------------------ | ------------------ | ------------------ | ------------------ | ------------------ | ------------------ | ------------------ | ------------------ | ------------------ | ------------------ | ------------------ | ------------------ | ------------------ | ------------------ |
| 1857               | 1869               | 1880               | 1890               | 1900               | 1910               | 1921               | 1931               | 1948               | 1953               | 1961               | 1971               | 1981               | 1991               | 2001               | 2011               |
| 2.965              | 3.793              | 2.988              | 3.166              | 3.618              | 4.422              | 4.353              | 4.640              | 5.239              | 5.161              | 6.206              | 6.310              | 7.286              | 8.745              | 9.502              | 9.500              |

## Gazdaság
A megyének ez a része Horvátország egyik legnagyobb mezőgazdasági termőterülete, a fő termények a napraforgó, a kukorica és a búza. Az egyik nagyobb munkáltató az növényolajgyár. A gyár fő tevékenysége a nyers és finomított olajok gyártása. A gyár, mely az iparág legnagyobb termelője Horvátországban 1942-ben kezdte meg működését. Abban az időben kapacitása 5000 tonna napraforgó feldolgozása volt évente, finomítói kapacitása pedig évi 1250 tonna volt. 1945-ig magántulajdonban volt, ettől az évtől pedig a PEC Čepin társaság állami tulajdonná vált. 1961-ben az IPK Osijek ipari és mezőgazdasági kombinát része lett, amelyhez ma is tartozik.

## Nevezetességei
- Az Adamnović-Mihaljević kastélyt[6] a 19. század első felében építtette az Adamovich család. Egyemeletes klasszicista épület egy nemrégiben kialakított udvari szárnnyal.
- A Szentháromság tiszteletére szentelt római katolikus plébániatemploma[7] 1761 és 1769 között épült későbarokk stílusban. Építtetője akkori kegyura Adamovich I. Kapisztrán János volt. Egyhajós épület sokszögletű szentéllyel, a szentély északi oldalához épített sekrestyével. Piramis alakú toronysisakkal fedett zömök harangtornya a főhomlokzat előtt áll. A csepini plébániát már 1333-ban említi a pápai tizedjegyzék. A török hódítás megszüntette, de 1860-ban újraalapították.
- A temetőben álló, Krisztus feltámadása plébániatemplomot 1933-ban építették. 1968-ban és 1991-ben bővítették.
- A harmadik plébániatemplom a Szentlélek tiszteletére van felszentelve, 1979 és 1988 között épült.

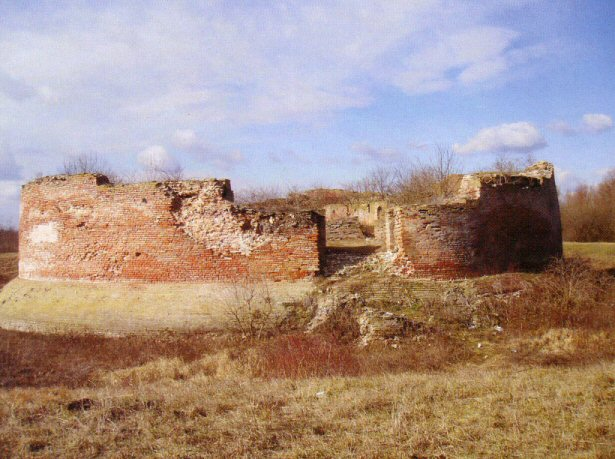
Kórógy várának romjai

- Németderzs és Csepin határán, de már Csepin területén találhatók Kórógy várának romjai. A várat egy római erőd helyén építtette 1250 körül a vidék akkori birtokosa a Gut-Keled nembeli Kórógyi család. Azok közé a várak közé tartozik, melyeket a tatárjárás után IV. Béla rendeletére építettek. 1290-ben „castrum Kourough” néven említik először. 1472-ig a Kórógyi család birtokában volt, majd 1472 és 1474 között Csupor Miklósé, 1474 és 1476 között Pongrác Jánosé, végül 1476-tól 1526-ig a Jaksics családé. A mocsaras talajon tölgyfa cölöpökre építették, amelyeket keresztben fektettek a mocsaras alapzatra. Téglából, kör alaprajzúra épült, átmérője mintegy 40 méter. A falakat sánc és árok övezte. A terület lecsapolását követően a falak kiemelkedve álltak. Az 1988-as felújítás során falait jelentős mértékben visszafalazták, mellyel tömegét jelentősen megnövelték.

## Kultúra
A Cepin mérete és jelentősége gyorsan megteremtette a gazdag és változatos társadalmi élet feltételeit. Az olvasóterem (Csepini Kulturális Központ könyvtárának elődje) 1897-ben kezdte meg működését. 1908-ban keretei között alakult meg a tánciskola. 1946-ban színjátszó, énekkari és tambura szekciók alakultak. Az önkéntes tűzoltóegyletet 1888-ban alapították. A tűzoltó szerházat 1906-ban építették, a kultúrtermet és a színpadot pedig 1926-ban. Az egyesület 1933-ban filmvetítő berendezést is vásárolt és különféle szórakoztató programokat szervezett.
Csepinben, mint Eszék közelében lévő településen nincs felismerhető hagyománya a folklór szokásoknak vagy a népviseletnek. Ezt a régiót a legkülönbözőbb területekről bevándorolt magyarok, szerbek, szlovákok és horvátok lakták. Emiatt nem volt hagyományos folklór identitás. Csepin kulturális tevékenysége 1937-ben kezdődött a „Horvát Szív” egyesület égisze alatt, második világháború miatt azonban a munka megszakadt. Az 1980-as évek elején megalakult a „Bratstvo” Čepin Kulturális Klub, amely sikeresen működött a honvédő háború kezdetéig. A KUD „Ivan Kapistran Adamović” Čepin kulturális és művészeti egyesületet 2000-ben alapították a régi idők kedvelőinek kezdeményezésére. Alapítása után gyorsan összegyűjtötte tagjait és intenzív tevékenységbe kezdett. Első rendezvénye a „Čepinsko čijalo” kulturális fesztivál volt. 2000 őszétől a községi önkormányzat és az IPK olajgyár támogatásával kerül megrendezésre a „Čepinski suncokreti” nagy kulturális fesztivál. Ennek keretében 2008 óta rendezik meg a „Mali suncokreti” gyermek folklór fesztivált is. Az egyesület ma négy szekcióban működik: felnőtt és gyermek folklórcsoport, tamburazenekar és hímzőcsoport.

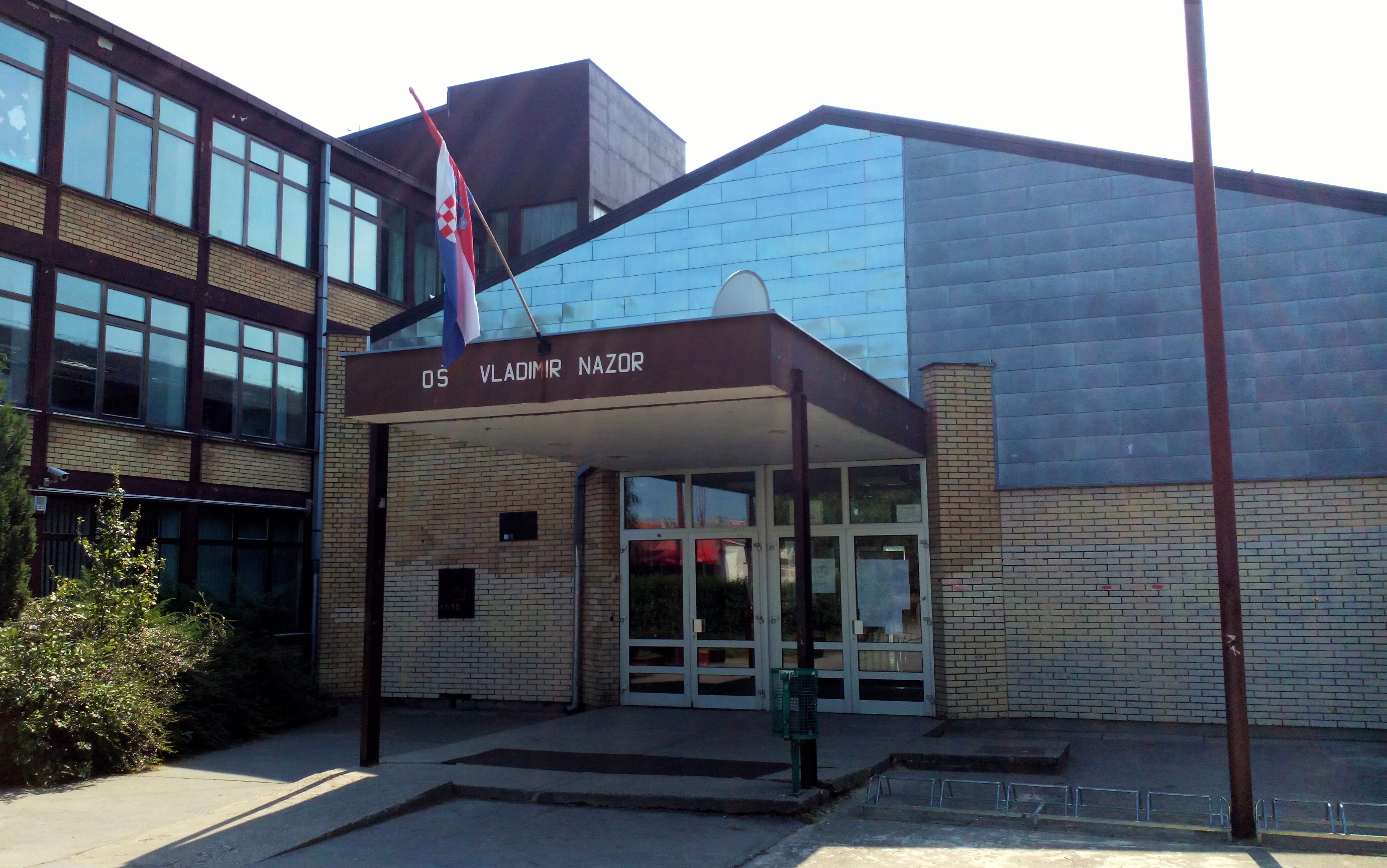
A Vladimir Nazor elemi iskola

## Oktatás
A település első iskolája 1787-ben nyílt meg, de állandó iskolaépület 1899-ig nem volt. Ekkor építették fel az első iskolát négy osztályteremmel és ezt használták 1951-ig. Az iskoláskorú gyermekek számának a második világháború utáni jelentős növekedése miatt ekkor egy további emeletet építettek. 1964-ben a kastély épületében újabb, „Vladimir Nazor” nevét viselő iskolát létesítettek. 1968-ban felépült a „Miroslav Krleža” iskola új épülete, 1984-ben pedig a Vladimnir Nazor iskola költözött új épületbe. Az intézménynek két területi iskolája működik Čepinski Martinci és Briješće településeken.

## Sport
- Az NK „Jedinstvo” Čepin labdarúgóklubot 1928-ban még „Slavonac” néven alapították.
- A „Čepin” ifjúsági kézilabdaklub és a „Jedinstvo” sakk-klub 1973-ban alakult.
- A „Klas” labdarúgó kézilabdaklubot 1948-ban alapították.
- 1985-ben sport és rekreációs központ épült a településen.

## Egyesületek
- A második világháború után alapították a „Zvečevo” (ma „Čepin”) vadásztársaságot.
- A „Florentinac” kisállattenyésztő egyesületet 1975-ben alapították „Jedinstvo” néven. Tagjai már számos kiállításon vettek részt.
- A Népi Technika Társaságát 1964-ben alapították.
- Manapság több mint ötven civil társadalmi szervezet működik itt.